# XIII 기관
XIII 기관(영어: Organization XIII, 일본어: XIII機関)는 스퀘어 에닉스의 컴퓨터 게임 "킹덤 하츠 시리즈"에 등장하는 조직이다.
또한이 항목에서는 노바디 (Nobody)도 함께 기술한다.

## 회원
- 젬나스 (Xemnas)
- 시그바르 (Xigbar)
- 잘딘 (Xaldin)
- 빅센 (Vexen)
- 렉세우스 (Lexaeus)
- 젝시온 (Zexion)
- 사이크스 (Saix)
- 액셀 (Axel)
- 데믹스 (Demyx)
- 룩소드 (Luxord)
- 말루샤 (Marluxia)
- 라크신 (Larxene)
- 록서스 (Roxas)
- 시온 (Xion)